# I Call It Love
«I Call It Love» es el sencillo lanzado por el cantante estadounidense Lionel Richie de su álbum de estudio Coming Home (2006).

## Lista de canciones
- Maxi sencillo

1. «I Call It Love» [Versión Principal]
2. «I Call It Love» [Moto Blanco Remix]
3. «I Call It Love» [Ernie Lake Sunset Beach Remix]
4. «I Call It Love» [Vídeo con Nicole Richie (hija)]

## Posicionamiento
| Listas (2006)                                | Posición máxima |
| -------------------------------------------- | --------------- |
| Dutch Singles Chart                          | 93              |
| French Singles Chart                         | 33              |
| German Singles Chart                         | 29              |
| Swiss Singles Chart                          | 47              |
| UK Singles Chart                             | 45              |
| U.S. Billboard Hot 100                       | 62              |
| U.S. Billboard Hot Adult Contemporary Tracks | 9               |
| U.S. Billboard Hot Dance Club Play           | 10              |
| U.S. Billboard Hot R&B/Hip-Hop Songs         | 19              |